# Выборы в Европейский парламент в Греции (1994)
Выборы в Европейский парламент в Греции прошли 12 июня 1994 года. Выборы проводились в рамках общеевропейских выборов, на них избиралась греческая делегация, состоящая из 25 депутатов. Выборы в Греции проходили по партийным спискам по пропорциональной системе при 3%-м избирательном барьере.

## Результаты
| Партия                              | Партия                                 | Лидер                               | Голоса    | %      | +/-    | Места | +/- |
| ----------------------------------- | -------------------------------------- | ----------------------------------- | --------- | ------ | ------ | ----- | --- |
|                                     | Всегреческое социалистическое движение | Андреас Папандреу                   | 2 458 619 | 37,64  | 1,70 ▲ | 10    | 1 ▲ |
|                                     | Новая демократия                       | Мильтиадис Эверт                    | 2 133 372 | 32,66  | 7,79 ▼ | 9     | 1 ▼ |
|                                     | Политическая весна                     | Антонис Самарас                     | 564 778   | 8,65   | новая  | 2     | 2 ▲ |
|                                     | Коммунистическая партия                | Алека Папарига                      | 410 747   | 6,29   | -      | 2     | 2 ▲ |
|                                     | Синаспизмос                            | Никос Константопулос                | 408 072   | 6,25   | 8,06 ▼ | 2     | 2 ▼ |
|                                     | Демократическое обновление             | Константинос Стефанопулос           | 182 525   | 2,79   | 1,42 ▲ | 0     | 0 ▬ |
|                                     | Союз центристов                        | Василис Левентис                    | 77 951    | 1,19   | новая  | 0     | 0 ▬ |
|                                     | Прочие партии                          | Прочие партии                       | 296 627   | 4,54   | —      | 0     | 0 ▬ |
| Действительные бюллетени            | Действительные бюллетени               | Действительные бюллетени            | 6 532 691 |        |        |       |     |
| Недействительные и пустые бюллетени | Недействительные и пустые бюллетени    | Недействительные и пустые бюллетени | 271 193   |        |        |       |     |
| Всего                               | Всего                                  | Всего                               | 6 803 884 | 100,00 | —      | 25    | 1 ▲ |
| Зарегистрированных избирателей/Явка | Зарегистрированных избирателей/Явка    | Зарегистрированных избирателей/Явка | 9,550,596 | 71.24  |        |       |     |